# Нова Петровка (Ульяновська область)
Нова Петровка (рос. Новая Петровка) — присілок в Ніколаєвському районі Ульяновської області Російської Федерації.
Населення становить 108 осіб. Входить до складу муніципального утворення Ніколаєвське міське поселення.

## Історія
Від 2004 року входить до складу муніципального утворення Ніколаєвське міське поселення.

## Населення
| 1859 | 1884 | 1900 | 1996 | 2010 |
| ---- | ---- | ---- | ---- | ---- |
| 170  | ↗213 | ↗254 | ↘130 | ↘108 |